# Lisa e Lena
Lisa e Lena Mantler (Stuttgart, 17 de junho de 2002) são gêmeas idênticas alemãs. Elas fazem vídeos curtos, principalmente de dublagem labial, no TikTok, Instagram e Twitter.

## Carreira
Lisa e Lena começaram a fazer vídeos em 10 de dezembro de 2015 no aplicativo musical.ly, que antecedeu o TikTok. Elas ficaram conhecidas na plataforma de mídia social, tornando-se a conta com mais seguidores no TikTok. Posteriormente, elas anunciaram a exclusão de sua conta do TikTok devido à perda de interesse na plataforma e por falta de suporte a um aplicativo inseguro. Em 31 de março de 2019, excluíram seu perfil, com mais de 32,7 milhões de seguidores. Elas voltaram ao TikTok em 7 de maio de 2020, com o mesmo nome de usuário @lisaandlena. Acumularam mais de 2,5 milhões de seguidores e 12,6 milhões de curtidas em apenas 24 horas após retornarem ao aplicativo. Elas agora têm mais de 12,8 milhões de seguidores em sua nova conta do TikTok.
Em 14 de julho de 2020, Lisa e Lena tinham mais de 8,5 milhões de seguidores no novo perfil do TikTok 15,3 milhões de seguidores no Instagram, 952 mil inscritos no YouTube 167,7 mil seguidores no Twitter, e 47,5 mil seguidores no Twitch. Elas estão hoje inativas no YouTube e no Twitter.
Lisa e Lena lançaram sua marca de roupas, J1MO71, em 5 de dezembro de 2016. Elas começaram a divulgação de sua nova marca postando no perfil da J1MO71 no Instagram em 3 de novembro de 2016. Elas assinaram com a WME em julho de 2017 e lançaram seu primeiro single, "Not My Fault", em 26 de julho de 2017 para promover sua marca de roupas recém-lançada. O videoclipe foi excluído do canal no YouTube.

## Prêmios
Em 2016, a dupla recebeu o dourado Bravo Otto como Social-Media-Stars. Elas também receberam o Shorty Awards 2017 como Muser of the Year. Foram indicadas ao Best Musers e ao Choice Musers no 2017 Teen Choice Awards.

## Vida pessoal
Lisa e Lena são cristãs.